# Мејсон Нек (Вирџинија)
Мејсон Нек (енгл. Mason Neck) насељено је место без административног статуса у америчкој савезној држави Вирџинија.

## Демографија
По попису из 2010. године број становника је 2.005.
| Група             | 2000.    | 2010.         |
| Белци             | 0 (0,0%) | 1.717 (85,6%) |
| Афроамериканци    | 0 (0,0%) | 83 (4,1%)     |
| Азијати           | 0 (0,0%) | 62 (3,1%)     |
| Хиспаноамериканци | 0 (0,0%) | 113 (5,6%)    |
| Укупно            | 0        | 2.005         |